# 샤를 쿠르누아예
샤를 쿠르누아예(프랑스어: Charle Cournoyer, 1991년 6월 11일~)는 캐나다의 쇼트트랙 선수이다.